# Huelet Benner
Pour les articles homonymes, voir Benner.
Huelet Benner, né le 1er novembre 1917 à Paragould et mort le 12 décembre 1999 à Tampa, est un tireur sportif américain.

## Palmarès

### Jeux olympiques
- 1952 à Helsinki
  -  Médaille d'or en pistolet 50m [1]